# Pénicillose
 Mise en garde médicale
La pénicillose (ou pénicilliose) est une infection mycotique à Penicillium marneffei.
Il s'agit d'une infection opportuniste dans le cadre d'un SIDA, particulièrement en Asie du Sud-Est (elle est, par ordre de fréquence, la troisième maladie opportuniste dans le Nord de la Thaïlande).
Elle se manifeste par une fièvre, une anémie et des lésions cutanées caractéristiques (petites papules ombiliquées).
Le traitement consiste en l'administration d'antimycotiques : amphotéricine B en intraveineuse pendant deux semaines, relayé par de l'itraconazole pendant 10 semaines.